# Нассандр-сюр-Риль
Нассандр-сюр-Риль (фр. Nassandres sur Risle) — муніципалітет у Франції, у регіоні Верхня Нормандія, департамент Ер. Нассандр-сюр-Риль утворено 1 січня 2017 року шляхом злиття муніципалітетів Карсі, Фонтен-ла-Соре, Нассандр i Перр'є-ла-Кампань. Адміністративним центром муніципалітету є Нассандр. Населення — 2329 осіб (01.01.2021).